# Индо-уральская гипотеза

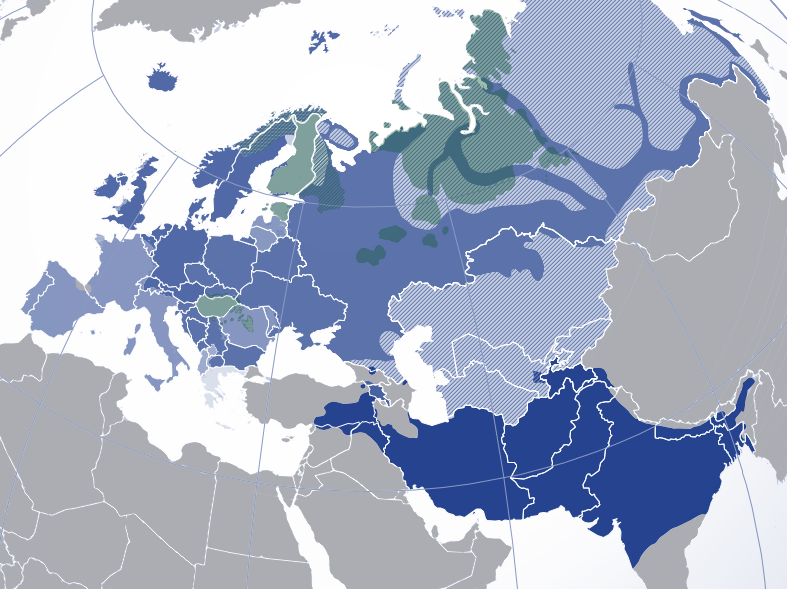
Индо-уральские языки

Индо-ура́льские языки — гипотеза в сравнительно-историческом языкознании, объясняющая близость индоевропейской и уральской языковых семей их генетическим родством, восходящим к единому праязыку. Сформулированна датским лингвистом и историком В. Томсеном в 1869 году.

## Исторический фон
В 1927 году индо-уральская гипотеза была поддержана шведским лингвистом Ханнесом Шёльдом. Ганс Йенсен в 1936 году установил около 30 лексических совпадений, выражающих примитивные понятия в уральском и индоевропейском, куда входят названия частей тела, названия деревьев, термины родства и слова, обозначающие отношения.
В ряде своих монографий 1934—1965 гг. гипотезу индо-уральского праязыка последовательно отстаивал Б. Коллиндер, который позднее, помимо уральского, также доказывал существование генетического родства индоевропейского с юкагирским и гипотетическим алтайским языками.
Словенский языковед Б. Чоп во множестве своих публикаций поддержал существование индо-уральского праязыка, который, вместе с гипотетической алтайской семьей и, возможно, как он предполагает, с некоторыми другими языковыми семьями (афроазиатским, гипотетическим алародийским), восходит к постулируемому им гипотетическому евразийскому (ностратическому) праязыку.
Из числа современных сторонников индо-уральской гипотезы можно отметить А. Клукхорста, который рассматривает сепаратную близость между уральским языком и анатолийскими языками индоевропейской семьи, как доказательство архаичности последних и факт общего родства индоевропейского и уральского языков.

### Общая оценка
Многие лингвисты полагают недоказанным индо-уральское родство или же относятся предельно осторожно к данной гипотезе. В частности, Й. Койвулехто и его последователи считают все схождения между индоевропейскими и уральскими языками результатом контактов на уровне праязыков (или более поздних). По мнению П. Каллио (одного из последователей Койвулехто), серьезного рассмотрения заслуживает сходство форм местоимений «я», «ты» и «кто» в этих праязыках, но в целом все или почти все схождения между ними носят характер заимствований или случайных совпадений. В российской науке теория непосредственных заимствований из праиндоевропейского языка в прауральский последовательно критикуется финно-угроведами Е. А. Хелимским и В. В. Напольских, которые датируют начало контактов более поздним временем, поскольку самые первые заимствования в прауральском языке — индоиранского облика. Сторонники ностратической гипотезы (в том числе упомянутый выше Е. А. Хелимский) объясняют схождения между уральскими и индоевропейскими языками их общим происхождением от праностратического языка. М. А. Живлов показал, что некоторые «индоевропеизмы» прауральского языка, предложенные Й. Койвулехто, можно трактовать как общее индо-уральское наследие, а не как заимствования.

## Лингвистическая характеристика

### Фонетика и фонология
В случае индо-уральского праязыка Ф. Кортландт обосновывает схождения на уровне слоговой структуры.

### Морфология и синтаксис
Я. Балаж в своей работе 1965 года утверждал существование генетического родства между индоевропейским и уральским языками на основании обнаруженных им сходств этих языков в фонетической структуре, звучании и образовании комбинаций между указательными и именными словами. Это рассматривается им как наиболее важное доказательство, поскольку о настоящем родстве, по его мнению, можно говорить лишь в том случае, если обнаруживаются совпадения в функциональном отношении, в то время как фонетические, лексические и морфологические соответствия между языками часто возникают в результате ареальных контактов и заимствования. В отношении индоевропейского и уральского Б. Чопом выделяются более 150 общих суффиксальных, индо-уральские соответствия на уровне морфемных комплексов, 30 общих индо-уральских этимологий числовых и падежных аффиксов, а также предлагается реконструкция индо-уральской системы именного склонения, для которой выводимы парадигмы обоих языков-потомков.
Ф. Кортландт в отношении индо-уральского праязыка реконструирует единую парадигму праформ уральского и индоевропейского глагола.

### Лексика
В своем фундаментальном исследовании «Уральцы и индоевропейцы» финский лингвист А. Й. Йоки привел 5 местоименных, 10 глагольных и 9 именных корней, имеющихся одновременно только в индоевропейском и уральском, которые, по его мнению, могут происходить из общего для них языка-предка.
Алексей Касьян, Михаил Живлов и Георгий Старостин обнаружили семь лексических схождений между 50-словными списками базисной лексики праиндоевропейского и прауральского языков:
1. и.-e. *kylew- — урал. *kuwli ‘слышать’;
2. и.-e. *me- — урал. *mi-n ‘я’;
3. и.-e. *nomnn̥ — урал. *nimi ‘имя’;
4. и.-e. *ti — урал. *ti-n ‘ты’;
5. и.-e. *wed- — урал. *weti ‘вода’;
6. и.-e. *kwi- — урал. *ku- ‘кто’;
7. и.-e. *e:ghw- — урал. *ɨγi- ‘пить’

По их мнению, наиболее правдоподобное объяснение этим сходствам — не случайное совпадение, а реликты индо-уральского праязыка.